# Nazionale maschile di calcio della Corea del Nord
La nazionale di calcio della Corea del Nord (in coreano 조선민주주의인민공화국 축구 국가대표팀) è la squadra calcistica della Corea del Nord, è controllata dalla Federazione calcistica nordcoreana (KFA), affiliata alla Asian Football Confederation (AFC).
Conta due partecipazioni alla fase finale della Coppa del mondo, una nel 1966, quando raggiunse i quarti di finale, prima asiatica a superare la fase a gironi di un Mondiale, e nel 2010, quando fu eliminata nella fase a gruppi. Ha partecipato a cinque fasi finali della Coppa d'Asia, raggiungendo il quarto posto nel 1980.
Nel ranking FIFA, istituito nell'agosto 1993, la Corea del Nord vanta quale miglior piazzamento il 57º posto del novembre 1993, mentre il peggior piazzamento è il 181º posto occupato nell'ottobre e nel novembre 1998. Occupa il 108º posto della graduatoria.

## Storia

### Esordi
Nonostante nell'antica Corea fosse diffuso un gioco molto simile al calcio, chiamato chuk-gu (축구), furono i britannici ad esportare il football nella penisola nel 1882 grazie al loro avamposto situato ad Incheon. Nel 1921 si disputò il primo campionato di calcio coreano, mentre sette anni dopo nacque la Federazione calcistica coreana.
L'aggressione nipponica degli anni trenta, il secondo conflitto mondiale e la guerra di Corea resero molto più problematica la diffusione del calcio in Corea. La divisione politica della Corea in due stati diede il via anche alla fondazione di due nazionali di calcio: quella nordcoreana però rimase per molto tempo inattiva e poté fare il suo esordio solo nel 1964.

### Il campionato mondiale del 1966
Il miglior risultato ottenuto dalla nazionale nordcoreana risale al campionato del mondo 1966. Dopo aver perso con l'Unione Sovietica per 3-0 ed aver pareggiato con il Cile per 1-1 (con rete di Pak Seung-Zin nei minuti finali), la squadra sconfisse clamorosamente l'Italia per 1-0, grazie alla decisiva marcatura di Pak Doo Ik, e superò dunque la prima fase, per poi cadere eliminata ai quarti di finale contro il Portogallo in modo rocambolesco. Contro i lusitani la formazione asiatica andò in vantaggio per 3-0, prima che quattro gol di Eusébio e un'altra segnatura portoghese (5-3 il finale) fermassero il cammino della Corea del Nord. Fu la prima nazionale di calcio asiatica a superare la prima fase di un campionato del mondo. Tornati in patria, i giocatori vennero accolti come degli eroi nazionali, come testimonia il film documentario The Game of Their Lives di Dan Gordon (2002), riportante le testimonianze di sette membri della squadra (tra cui Pak Doo Ik e Pak Seung-Zin) e del loro allenatore, Myung Rye-hyun.

### Anni 1970
Gli anni 1970 furono particolarmente difficili per la nazionale nordcoreana: si aprirono con una squalifica imposta dalla FIFA, che punì la federcalcio di Pyongyang per non aver voluto disputare una partita contro Israele (la motivazione andava ricercata nelle tensioni diplomatiche tra i due stati), e furono intervallati da numerose sconfitte, caratterizzate spesso da risultati rotondi. L'opposizione al regime di Videla causò inoltre il boicottaggio del Mondiale argentino del 1978: ancora una volta calcio e politica erano strettamente intrecciati.

### Anni 1980 e 1990
Gli anni 1980 parvero aprirsi con un timido segnale di ripresa, il quarto posto ottenuto dai nordcoreani nella Coppa d'Asia 1980, ma cocenti sconfitte, altri boicottaggi e altre esclusioni imposte dalla federazione internazionale impedirono alla Corea del Nord di partecipare a manifestazioni calcistiche di rilievo, se si esclude la Coppa d'Asia 1992, in cui il risultato fu un'eliminazione al primo turno.

### Anni 2000
Nel marzo del 2005 i nordcoreani cercavano una difficile qualificazione al Mondiale di Germania 2006 nella partita interna contro l'Iran. Sul punteggio di 0-2 un netto calcio di rigore fu negato alla Corea del Nord e alle vibranti proteste dei giocatori si aggiunsero quelle dei tifosi: dagli spalti piovvero pietre, seggiolini e bottiglie, mentre un'invasione di campo costrinse gli iraniani ad asserragliarsi negli spogliatoi, senza avere la possibilità di uscire. A causa di tali disordini, la FIFA impose alla Corea del Nord di disputare le successive due partite casalinghe in campo neutro e senza sostenitori al seguito.

### Anni 2010
Nel 2010 tutti i giocatori della Corea del Nord militavano nel campionato nazionale, tranne i cosiddetti Zainichi (oriundi giapponesi), tra cui i più famosi Ahn Young-Hak (Omiya Ardija), Ryang Yong-Gi (Vegalta Sendai) e Jong Tae-Se (Kawasaki Frontale). Date le politiche estremamente restrittive del regime di Kim Jong-il riguardo all'emigrazione, praticamente tutti i tifosi che si recano in trasferta a seguire le partite della Corea del Nord sono cittadini stranieri (per lo più cinesi, ma anche giapponesi e sudcoreani discendenti di nordcoreani).
Nelle qualificazioni ai mondiali del 2010 la squadra ritrovò competitività: dopo aver eliminato la Mongolia e la Giordania nei turni preliminari, fu inserita del gruppo B nel girone di qualificazione insieme ai "cugini" sudcoreani, all'Iran, all'Arabia Saudita e agli Emirati Arabi Uniti. Al termine del girone d'andata la Corea del Nord si trovava al secondo posto, l'ultimo utile per andare direttamente alla fase finale del Mondiale (il terzo consentiva uno spareggio-qualificazione con la terza del gruppo A).
Nella prima sfida la Corea del Nord vinse per 2-1 in trasferta contro gli Emirati Arabi con gol di Choe Kum-Chol e An Chol-hyok; nella seconda pareggiò in casa 1-1 contro la Corea del Sud (rete di Hong Yong-Jo dagli undici metri); nella terza si registrò la sconfitta per 2-1 in Iran (marcatura di Jong Tae-Se), mentre nel quarto incontro la vittoria contro i sauditi, siglata da Mun In-Guk, consentì ai nordcoreani di terminare il girone d'andata in buona posizione. Il girone di ritorno si aprì per i nordcoreani con il successo casalingo contro gli Emirati Arabi per 2-0, con reti di Pak Nam-Chol e Mun In-Guk: a seguito di questa vittoria la nazionale si issò in testa al gruppo con 10 punti, ma la successiva sconfitta di misura con la Corea del Sud rimise in discussione la qualificazione. Un pareggio casalingo con l'Iran e un altro all'ultima giornata in casa dell'Arabia Saudita garantirono comunque alla selezione nordcoreana allenata da Kim Jong-Hun la qualificazione al Mondiale di Sudafrica 2010, bissando l'analogo risultato conseguito dal CT Myong Rae Hyon nel 1966.
Il sorteggio della fase finale dei Mondiali 2010 riservò alla Corea del Nord il Gruppo G con Brasile, Portogallo e Costa d'Avorio. Il 15 giugno la squadra debuttò a Johannesburg contro i verdeoro, riuscendo a tratti a mettere in difficoltà la Seleção, che comunque s'impose per 2-1: la rete asiatica fu siglata all'89' da Ji Yun-Nam: nella seconda partita il Portogallo inflisse ai coreani la peggiore sconfitta nella storia della nazionale, vincendo per 7-0 e sancendo l'eliminazione della Corea del Nord dalla rassegna mondiale, conclusa con un'ulteriore sconfitta, per 3-0, con la Costa d'Avorio. Dopo il Mondiale si diffusero voci e speculazioni secondo le quali il governo del dittatore Kim Jong-il aveva punito duramente l'intera squadra per gli scarsi risultati e che l'allenatore fosse stato addirittura messo ai lavori forzati in un cantiere edile. La FIFA e le fonti nordcoreane negarono ciò.
Nel settembre 2010 la nazionale under 23 nordcoreana partecipò alla Millennium Cup, torneo quadrangolare organizzato in Vietnam per l'anniversario della fondazione della capitale Hanoi. Oltre alla nazionale coreana vi erano iscritti anche la rappresentativa del Vietnam, del Kuwait e dell'Australia. Dopo i primi due successi, 1-0 contro l'Australia e 3-0 contro il Kuwait, il pareggio 0-0 contro il Vietnam permise alla nazionale nordcoreana di chiudere vittoriosamente il torneo.
Nel gennaio del 2011 la nazionale nordcoreana partecipò alla Coppa d'Asia in Qatar, chiudendo con l'eliminazione al primo turno, con un solo punto raccolto nelle tre partite del girone, grazie al pareggio senza reti con gli Emirati Arabi Uniti, cui seguirono due sconfitte (entrambe per 1-0) contro Iran e Iraq. Dopo un anno in carica, Jo Tong-sop fu sostituito da Yun Jong-su.
Grazie alla qualificazione al campionato del mondo del 2010 la nazionale nordcoreana fu ammessa direttamente al terzo turno delle qualificazioni AFC al campionato del mondo 2014. Nel girone con Giappone, Uzbekistan e Tagikistan (ammesso in luogo della squalificata Siria) ottenne il terzo posto, lasciando a giapponesi e uzbeki la qualificazione al turno successivo. Il 15 novembre 2011 la squadra tornò ad affrontare il Giappone a Pyongyang dopo 22 anni, alla presenza di 150 tifosi nipponici allo Stadio Kim Il-sung. L'accoglienza riservata alla nazionale giapponese fu glaciale: la squadra ospite dovette attendere quattro ore all'arrivo all'aeroporto per il disbrigo delle lunghe procedure burocratiche per l'ingresso nel paese e l'inno nazionale del Giappone fu fischiato.
Nel marzo 2012 i nordcoreani tentarono, in Nepal, la difesa del titolo di AFC Challenge Cup. Vinto il girone di prima fase grazie a tre vittorie contro Filippine (2-0), Tagikistan (2-0) e India (4-0). In semifinale eliminarono la Palestina (2-0) e in finale ebbero la meglio per 2-1 sul Turkmenistan, aggiudicandosi il trofeo per la seconda volta consecutiva. Il successo consentì inoltre alla Corea del Nord di qualificarsi alla fase finale della Coppa d'Asia 2015, ottenendo per la seconda volta consecutiva l'accesso alla fase finale della massima competizione continentale (evento senza precedenti per la selezione).
Dopo la sconfitta interna contro l'Uzbekistan nelle eliminatorie del Mondiale 2014, i nordcoreani fanno registrare una lunga striscia di imbattibilità. Nella Coppa dell'Asia orientale 2013 fallirono la qualificazione alla fase finale del torneo a vantaggio dell'Australia, per via della differenza reti sfavorevole. L'imbattibilità si ruppe a novembre con la sconfitta contro il Kuwait (2-1 in amichevole). Fu l'inizio di un periodo difficile per la squadra di Yun Jong-su, che perse tre delle successive quattro partite disputate contro nazionali del Golfo persico.
Nel novembre 2014, vincendo il girone giocato a Taipei con Hong Kong, Guam e Taiwan, la Corea del Nord si qualificò alla fase finale della Coppa dell'Asia orientale per la prima volta dal 2008. Il 30 dicembre 2014 la federcalcio nordcoreana, dovendo prendere atto della squalifica inflitta dall'AFC al proprio CT per comportamento antisportivo nei riguardi dell'arbitro ai Giochi asiatici nella partita contro la Corea del Sud, dovette sospendere Yun Jong-su, cui subentrò Jo Tong-sop, da quattro anni alla guida della nazionale Under-20.
Nel girone di Coppa d'Asia 2015 con Uzbekistan, Arabia Saudita e Cina, la squadra fu eliminata al primo turno, avendo perso tutti e tre gli incontri. Jo Tong-sop lasciò il posto a Kim Chang-Bok. Dopo aver vinto varie amichevoli, la squadra ottenne il terzo posto alla Coppa dell'Asia orientale 2015, organizzata in Cina e vinta dai nordcoreani grazie a una prestigiosa vittoria per 2-1 contro il Giappone il 2 agosto 2015.
Nel secondo turno delle qualificazioni AFC al campionato del mondo 2018 trovò Uzbekistan, Bahrein, Filippine e Yemen. Tre successi nei primi tre match lanciarono i nordcoreani in testa al girone, poi chiuso al secondo posto con 16 punti. La clamorosa sconfitta interna contro le Filippine (2-3 dopo essere stata in vantaggio per 2-1 fino all'85º minuto) precluse ai nordcoreani l'accesso al turno successivo nel cammino verso il Mondiale, dato che la squadra non risultò tra le migliori quattro seconde classificate dei gironi. La sconfitta contro le Filippine non impedì tuttavia alla Corea del Nord di qualificarsi al terzo turno delle eliminatorie della Coppa d'Asia 2019. Kim Chang-Bok fu sostituito nel maggio 2016 dal norvegese Jørn Andersen, secondo CT europeo a guidare la Corea del Nord dopo l'ungherese Pál Csernai. Nelle amichevoli da agosto ad ottobre 2016 la squadra ottenne risultati altalenanti. A novembre, battendo Taipei Cinese, Guam e Hong Kong, si qualificò alla fase finale della Coppa dell'Asia orientale 2017, ottenendo la sesta qualificazione al torneo nella propria storia.
I nordcoreani furono dunque impegnati nel terzo turno delle eliminatorie della Coppa d'Asia 2019. Nel girone con Libano, Hong Kong e Malaysia l'inizio fu negativo (2 punti nelle prime tre partite), ma la squadra chiuse con un bilancio di tre vittorie, due pareggi e una sconfitta, qualificandosi così alla fase finale della Coppa d'Asia nel marzo 2018, grazie al secondo posto nel girone dietro ai libanesi.
Nella fase finale della Coppa dell'Asia orientale 2017, tenutasi in Giappone nel mese di dicembre, la compagine nordcoreana patì due sconfitte (entrambe per 0-1) contro Giappone e Corea del Sud, per poi pareggiare per 1-1 contro la Cina e chiudere all'ultimo posto il girone.
Il 13 dicembre 2018 fu nominato CT Kim Yong-jun, ex calciatore della nazionale e allenatore delle selezioni giovanili del paese. Nella fase finale della Coppa d'Asia 2019 la selezione nordcoreana fu eliminata al primo turno, battuta nettamente in tutte e tre le partite del girone (0-4 dall'Arabia Saudita, 0-6 dal Qatar e 1-4 dal Libano).
Yong-jun fu sostituito il 1º luglio 2019 dal rientrante Yun Jong-su.
Nell'ottobre 2019 la Corea del Nord ha affrontato, per la prima volta nella storia, sul proprio territorio nazionale la Corea del Sud in una gara ufficiale, valida per le qualificazioni al campionato del mondo 2022: la partita, svoltasi a porte chiuse e senza diretta televisiva, è terminata a reti bianche.

### Anni 2020
Dopo aver ottenuto 8 punti in cinque partite delle qualificazioni al campionato del mondo 2022, la nazionale si ritira dalle eliminatorie per decisione federale per preoccupazioni legate alla pandemia di COVID-19.

## Colori e simboli
La Corea del Nord scende tradizionalmente in campo con una divisa ove il colore dominante è il rosso (tinta che affonda le proprie origini nella simbologia socialista), unito a finiture bianche. La divisa di cortesia ribalta la proporzione.
Sul petto, tipicamente, compare la bandiera nazionale, priva di altri ornamenti e orpelli.

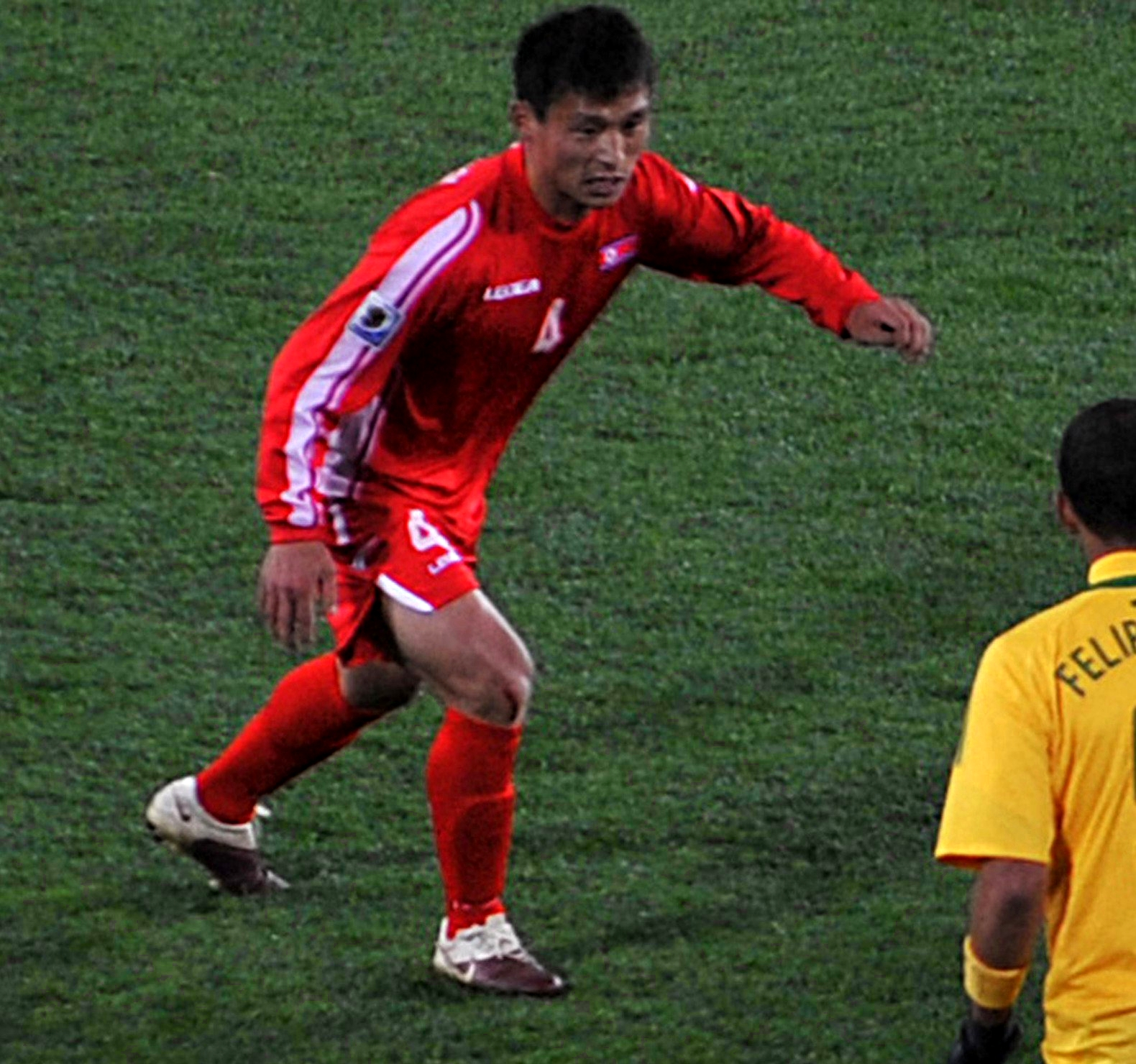
Pak Nam-chol in azione con la maglia interna della nazionale nordcoreana
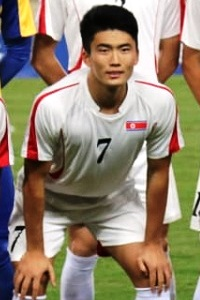
Han Kwang-song con la divisa di cortesia della nazionale nordcoreana

### Sponsor tecnici
| Periodo      | Fornitori |
| ------------ | --------- |
| ?–1993       | Admiral   |
| 1998–2002    | Fila      |
| 2002–2003    | Lotto     |
| 2003–2005    | Adidas    |
| 2005–2006    | Umbro     |
| 2006–2008    | Hummel    |
| 2008–2010    | ERKE      |
| 2010–2014    | Legea     |
| 2014–present | Choeusu   |

## Rosa attuale
Lista dei 23 giocatori convocati per le sfide di qualificazione al campionato mondiale di calcio 2026 e alla Coppa d'Asia 2027 contro Siria e Birmania del 6 e 11 giugno 2024.
| 1  | P | Kang Ju-hyok             | 31 maggio 1997    | 5  | 0  | Hwaebul                                 |  |  |
| 18 | P | Sin Tae-song             | 30 maggio 2000    | 0  | 0  | April 25                                |  |  |
| 21 | P | Yu Kwang-jun             | 5 novembre 2000   | 2  | 0  | Ryomyong                                |  |  |
|    |   |                          |                   |    |    |                                         |  |  |
| 2  | D | Kim Jin-hyok             | 25 marzo 2002     | 0  | 0  | Sconosciuto                             |  |  |
| 3  | D | Jang Kuk-chol (capitano) | 16 febbraio 1994  | 67 | 5  | Hwaebul                                 |  |  |
| 5  | D | Jong Kum-song            | 24 gennaio 1997   | 1  | 0  | Rimyongsu                               |  |  |
| 14 | D | Choe Ok-chol             | 11 novembre 1998  | 5  | 0  | Kigwancha                               |  |  |
| 16 | D | Kim Yu-song              | 18 luglio 2003    | 5  | 0  | Amnokgang                               |  |  |
| 17 | D | Kang Kuk-chol            | 29 settembre 1999 | 13 | 0  | Rimyongsu                               |  |  |
|    |   |                          |                   |    |    |                                         |  |  |
| 4  | C | Kim Pom-hyok             | 15 aprile 2002    | 4  | 0  | Ryomyong                                |  |  |
| 6  | C | Kye Tam                  | 6 ottobre 2000    | 0  | 0  | Ryomyong                                |  |  |
| 7  | C | Ri Hun                   | 31 agosto 1997    | 1  | 0  | Ryomyong                                |  |  |
| 15 | C | Ri Un-chol               | 13 luglio 1995    | 29 | 1  | Kigwancha                               |  |  |
| 19 | C | Kim Sung-hye             | 15 gennaio 2003   | 0  | 0  | Sonbong                                 |  |  |
| 20 | C | Paek Chung-song          | 25 febbraio 2000  | 5  | 0  | Ryomyong                                |  |  |
| 22 | C | Kim Kuk-bom              | 19 febbraio 1995  | 15 | 0  | Ryomyong                                |  |  |
| 23 | C | Kim Kum-chon             | 10 marzo 2003     | 0  | 0  | Sconosciuto                             |  |  |
|    |   |                          |                   |    |    |                                         |  |  |
| 8  | A | Kim Kuk-jin              | 11 ottobre 2000   | 5  | 0  | Kigwancha                               |  |  |
| 9  | A | Ri Jo-guk                | 9 maggio 2002     | 2  | 3  | Ryomyong                                |  |  |
| 10 | A | Han Kwang-song           | 11 settembre 1998 | 15 | 2  | April 25                                |  |  |
| 11 | A | Jong Il-gwan             | 30 ottobre 1992   | 80 | 30 | Choson University of Physical Education |  |  |
| 12 | A | Choe Ju-song             | 27 gennaio 1996   | 11 | 1  | Amnokgang                               |  |  |
| 13 | A | Ri Il-song               | 14 gennaio 2004   | 5  | 1  | April 25                                |  |  |

## Partecipazioni ai tornei internazionali

### Mondiali
| Anno | Luogo                          | Piazzamento      | V | N | P | Gol  |
| ---- | ------------------------------ | ---------------- | - | - | - | ---- |
| 1930 | Uruguay                        | Non iscritta     | - | - | - | -    |
| 1934 | Italia                         | Non iscritta     | - | - | - | -    |
| 1938 | Francia                        | Non iscritta     | - | - | - | -    |
| 1950 | Brasile                        | Non iscritta     | - | - | - | -    |
| 1954 | Svizzera                       | Non iscritta     | - | - | - | -    |
| 1958 | Svezia                         | Non iscritta     | - | - | - | -    |
| 1962 | Cile                           | Non iscritta     | - | - | - | -    |
| 1966 | Inghilterra                    | Quarti di finale | 1 | 1 | 2 | 5:9  |
| 1970 | Messico                        | Squalificata     | - | - | - | -    |
| 1974 | Germania                       | Non qualificata  | - | - | - | -    |
| 1978 | Argentina                      | Ritirata         | - | - | - | -    |
| 1982 | Spagna                         | Non qualificata  | - | - | - | -    |
| 1986 | Messico                        | Non qualificata  | - | - | - | -    |
| 1990 | Italia                         | Non qualificata  | - | - | - | -    |
| 1994 | Stati Uniti                    | Non qualificata  | - | - | - | -    |
| 1998 | Francia                        | Non partecipante | - | - | - | -    |
| 2002 | Corea del Sud / Giappone       | Non partecipante | - | - | - | -    |
| 2006 | Germania                       | Non qualificata  | - | - | - | -    |
| 2010 | Sudafrica                      | Primo turno      | 0 | 0 | 3 | 1:12 |
| 2014 | Brasile                        | Non qualificata  | - | - | - | -    |
| 2018 | Russia                         | Non qualificata  | - | - | - | -    |
| 2022 | Qatar                          | Ritirata         | - | - | - | -    |
| 2026 | Stati Uniti / Canada / Messico | Non qualificata  | - | - | - | -    |

### Coppa delle Nazioni Asiatiche
| Anno | Luogo                                   | Piazzamento      | V | N | P | Gol   |
| ---- | --------------------------------------- | ---------------- | - | - | - | ----- |
| 1956 | Hong Kong                               | Non iscritta     | - | - | - | -     |
| 1960 | Corea del Sud                           | Non iscritta     | - | - | - | -     |
| 1964 | Israele                                 | Non iscritta     | - | - | - | -     |
| 1968 | Iran                                    | Non iscritta     | - | - | - | -     |
| 1972 | Thailandia                              | Non iscritta     | - | - | - | -     |
| 1976 | Iran                                    | Ritirata         | - | - | - | -     |
| 1980 | Kuwait                                  | Quarto posto     | 3 | 0 | 2 | 10:12 |
| 1984 | Singapore                               | Non partecipante | - | - | - | -     |
| 1988 | Qatar                                   | Non qualificata  | - | - | - | -     |
| 1992 | Giappone                                | Primo turno      | 0 | 1 | 2 | 2:5   |
| 1996 | Emirati Arabi Uniti                     | Non partecipante | - | - | - | -     |
| 2000 | Libano                                  | Non qualificata  | - | - | - | -     |
| 2004 | Cina                                    | Sospesa dall'AFC | - | - | - | -     |
| 2007 | Indonesia/ Malaysia Thailandia/ Vietnam | Non partecipante | - | - | - | -     |
| 2011 | Qatar                                   | Primo turno      | 0 | 1 | 2 | 0:2   |
| 2015 | Australia                               | Primo turno      | 0 | 0 | 3 | 2:7   |
| 2019 | Emirati Arabi Uniti                     | Primo turno      | 0 | 0 | 3 | 1:14  |
| 2023 | Qatar                                   | Ritirata         | - | - | - | -     |
| 2027 | Arabia Saudita                          | Qualificata      | - | - | - | -     |

### AFC Challenge Cup
- 2006 - non iscritta
- 2008 - Terzo posto
- 2010 - Vincitrice
- 2012 - Vincitrice
- 2014 - non iscritta

## Tutte le rose

### Mondiali
Coppa del Mondo FIFA 19661 Lee C.M., 2 Pak L.S., 3 Shin Y.K., 4 Kang B.C., 5 Lim Z.S., 6 Im S.H., 7 Pak D.I., 8 Pak S.Z., 9 Lee K.H., 10 Kang R.W., 11 Han B.Z., 12 Kim S.I., 13 Oh Y.K., 14 Ha J.W., 15 Yang S.K., 16 Li D.W., 17 Kim B.H., 18 Ke S.W., 19 Kim Y.K., 20 Ryoo C.K., 21 An S.B., 22 Li C.A., CT: Myung R.H.
Coppa del Mondo FIFA 20101 Ri M.G., 2 Cha J.H., 3 Ri J.I., 4 Pak N.C., 5 Ri K.C., 6 Kim K.I., 7 An C.H., 8 Ji Y.N., 9 Jong T.S., 10 Hong Y.J., 11 Mun I.G., 12 Choe K.C., 13 Pak C.J., 14 Pak N.C., 15 Kim Y.J., 16 Nam S.C., 17 An Y.H., 18 Kim M.G., 19 Ri C.M., 20 Kim M.W., 21 Ri K.H., 22 Kim K.I., 23 Pak S.H., CT: Kim J.H.

### Coppa d'Asia
Coppa d'Asia 19801 Kim G.I, 2 Kim J.U., 5 Cha D.S., 7 An C.N., 8 Kim B.M., 9 Park J.H., 10 Kim G.U., 12 Kang T.G., 13 Jon B.J., 14 Kim G.M., 15 Hwang S.H., 16 Kim J.M., CT: Yang S.G.
Coppa d'Asia 19921 Kim C.U., 2 Kim G.M., 3 Oh Y.N., 4 Kim G.I., 5 Rim H.Y., 6 Ryu S.G., 7 Bae J.M., 9 Yun J.S., 10 Choi W.N., 11 Gong M.C., 12 Tak Y.B., 13 Cho I.C., 14 Choi Y.S., 15 Ri Y.J., 16 Kim J.S., 17 Bang G.C., 18 Kim Y.H., 20 U H.C., CT: Hong H.C.
Coppa d'Asia 20111 Ri M.G., 2 Cha J.H., 3 Ri J.I., 4 Pak N.C., 5 Ri K.C., 6 Choe M.H., 7 Ryang Y.G., 8 Ji Y.N., 9 Jong T.S., 10 Hong Y.J., 11 Mun I.G., 12 Jon K.I., 13 Pak C.J., 14 Pak N.C., 15 Kim Y.J., 16 Choe K.C., 17 An Y.H., 18 Kim M.G., 19 An C.H., 20 Kim M.W., 21 Pak C.M., 22 Ri K.I., 23 Kim K.J., CT: Jo T.S.
Coppa d'Asia 20151 Ri M.G., 2 Ri C.H., 3 Jang S.H., 4 Jon K.I., 5 Han S.H., 6 Ro H.S., 7 Ri S.C., 8 Ryang Y.G., 9 Pak S.C., 10 Pak K.R., 11 Jong I.G., 12 Om C.S., 13 Sim H.J., 14 Kye S.H, 15 Jang K.C, 16 Cha J.H., 17 So H.U., 18 Ri K.I., 19 Ri Y.J., 20 Choe W., 21 O H.C., 22 Ju K.M., CT: Jo T.S.
Coppa d'Asia 20191 Ri M.G., 2 Kim C.B., 3 Jang K.C., 4 Kim S.G., 5 An S.I., 6 Ri T.I., 7 Han K.S., 8 Ri H.C., 9 Kim Y.I., 10 Pak K.R., 11 Jong I.G., 12 Kim K.H., 13 Sim H.J., 14 Kang K.C., 15 Ri U.C., 16 Ri Y.J., 17 Ri C.H., 18 Sin H., 19 Rim K.H., 20 Choe S.H., 21 Kang J.H., 22 Ri K.C., 23 Ri I.J., CT: Kim Y.J.

### Giochi olimpici
NOTA: per le informazioni sulle rose successive al 1948 visionare la pagina della Nazionale olimpica.